# 모로촌
모로촌(일본어: 茂呂村)은 일본 군마현 사와군에 설치되었던 촌이다. 현재의 이세사키시에 해당한다.

## 역사
- 1889년 4월 1일 - 정촌제 시행에 의해 사이군 모로촌이 성립하였다.
- 1896년 4월 1일 - 군 통합에 의해 사와군이 성립하여, 소속이 변경되었다.
- 1940년 9월 13일 - 구 이세사키정, 우에하스촌과 합병해 이세사키시가 되었다.

## 참고 문헌
- 角川日本地名大辞典編纂委員会, 『角川日本地名大辞典 10 群馬県』1988, 角川書店